# بالون هوای گرم

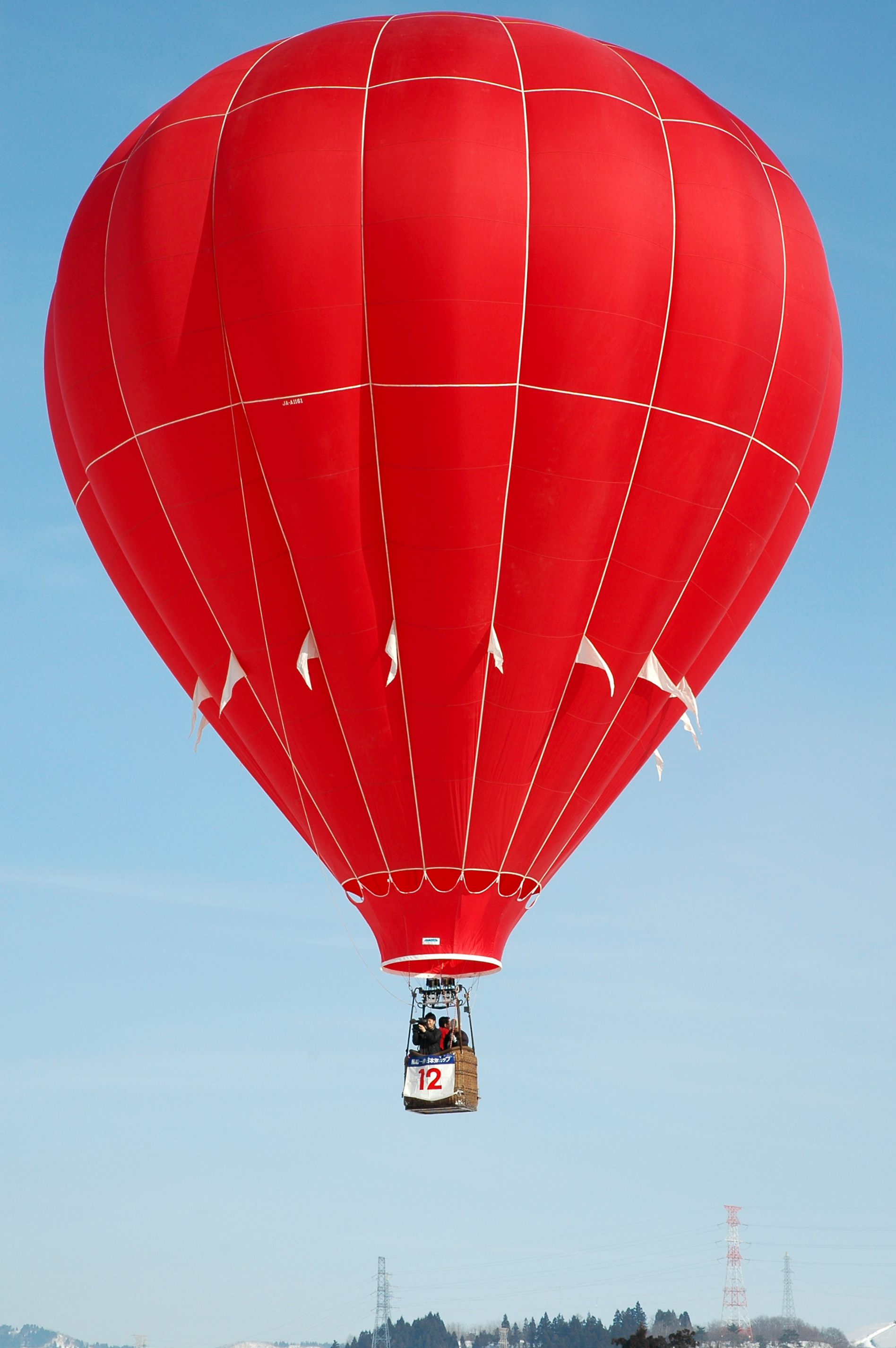
یک بالن هوای گرم در حال پرواز

بالن هوای گرم (انگلیسی: Hot air balloon) نوعی بالن سبک تر از هواست که دارای یک بسته هوای گرم برای پرواز است. هوای گرم موردنیاز برای شناور شدن این بالن‌ها معمولاً از سوختن پروپان مایع به صورت روباز تأمین می‌شود.
بالن هوای گرم اولین فناوری موفق پروازی بوده که بشر با آن به هوانوردی پرداخته‌است. این تجربه نخستین بار سال ۱۷۸۳ در پاریس به دست دو هوانورد پیشگام فرانسوی، ژان فرانسوا پیلاتر د روزیر و فرانسوآ لورن دارلاند با بالونی که برادران مونت گلفیر ساخته بودند میسر شد.